# Catilina (Ibsen)
Catilina è la prima opera teatrale del drammaturgo norvegese Henrik Ibsen, scritta tra il 1848 ed il 1849 ma andata in scena per la prima volta solo nel 1881 a Stoccolma. Ibsen scrisse la pièce mentre lavorava come apprendista farmacista a Grimstad e aveva letto la vita di Lucio Sergio Catilina mentre studiava Cicerone e Sallustio in vista degli esami d'ammissione per l'università. L'opera, scritta in versi sciolti seguendo il modello di Adam Oehlenschläger, ha una chiara ispirazione schilleriana e presenta un'insolita rappresentazione della figura di Catilina: il famigerato senatore non è rappresentato in chiave esclusivamente negativa come da tradizione, ma come un personaggio complesso la cui anima idealista è in lotta con la sua parte più immorale e licenziosa. Il Catilina di Ibsen combatte una lotta che non è politica (i suoi avversari per il potere non appaiono mai in scena), ma per il controllo della propria anima e la correttezza delle proprie azioni.
La prima pubblicazione di Catilina avvenne nel 1850, a spese dell'amico Schulerud. Questi, studente di legge, aveva conosciuto Ibsen a Grimstad e, dovendo riprendere l'università, portò il testo a Christiania (l'attuale Oslo) per sottoporlo al teatro cittadino e trovare qualcuno che lo stampasse. Catilina fu rifiutato, ma Schulerud lo fece pubblicare a sue spese; il nome dell'autore si celava sotto lo pseudonimo di "Brynjolf Bjarme". Una seconda edizione fu pubblicata nel 1875 per festeggiare il venticinquesimo anniversario di Ibsen come drammaturgo e nell'introduzione dell'opera lo scrittore spiegò che la pièce era stata ispirata dal clima politico dell'Europa contemporanea e dalle sue simpatie antiasburgiche a favore della rivoluzione ungherese del 1848. Per quanto Catilina non venga mai annoverato tra i lavori migliori di Ibsen, la pièce presenta temi e caratterizzazioni che riemergeranno nella sua produzione più matura e artisticamente più rilevante: il conflitto tra amore e dovere, rappresentato nella scelta che Catilina deve compiere tra la moglie Aurelia e la vestale Furia, ritornerà in opere come John Gabriel Borkman ed Il costruttore Solness, mentre elementi della sacerdotessa di Vesta torneranno a caratterizzare l'eponima eroina di Hedda Gabler.